# Tennistoernooi van Moskou 2021

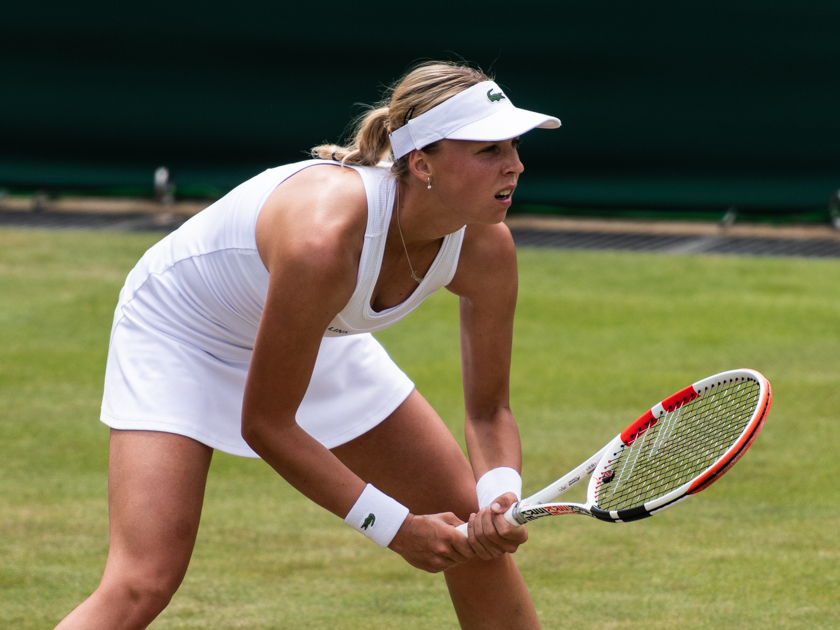
Anett Kontaveit, winnares bij de vrouwen

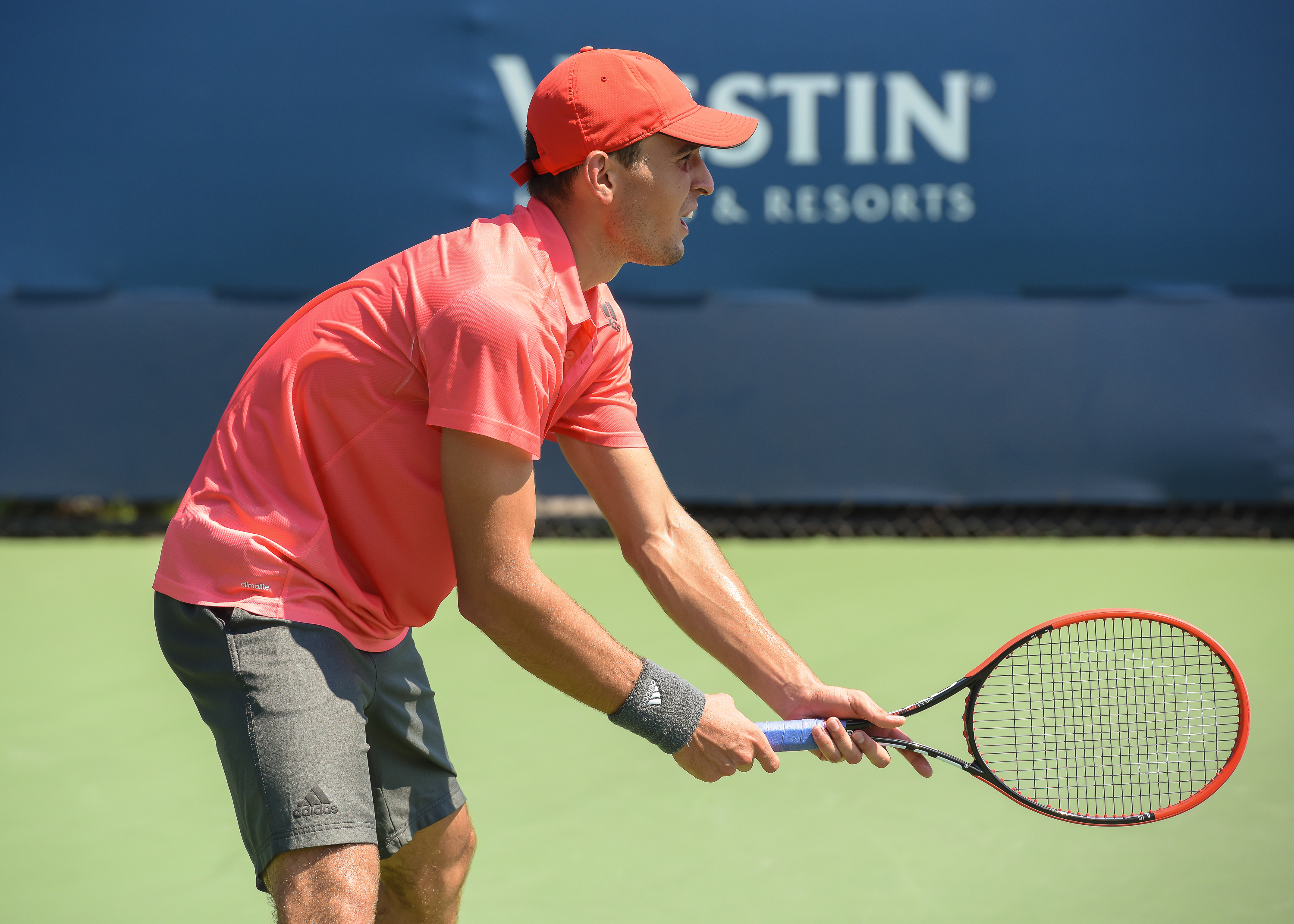
Aslan Karatsev, winnaar bij de mannen

Het tennistoernooi van Moskou van 2021 wordt van 18 tot en met 24 oktober 2021 gespeeld op de hardcourtbinnenbanen van twee locaties in de Russische hoofdstad Moskou: het Irina Viner-Usmanova gymnastiekpaleis en het Sportpaleis Loezjniki. De officiële naam van het toernooi is Kremlin Cup.
Het toernooi bestaat uit twee delen:
- WTA-toernooi van Moskou 2021, het toernooi voor de vrouwen
- ATP-toernooi van Moskou 2021, het toernooi voor de mannen

## Toernooikalender
| Moskou            | oktober 2021 | oktober 2021 | oktober 2021 | oktober 2021 | oktober 2021 | oktober 2021 | oktober 2021 | oktober 2021 | oktober 2021 |
| Moskou            | maa 18       | din 19       | woe 20       | woe 20       | don 21       | vrĳ 22       | vrĳ 22       | zat 23       | zon 24       |
| ----------------- | ------------ | ------------ | ------------ | ------------ | ------------ | ------------ | ------------ | ------------ | ------------ |
| vrouwenenkelspel  | 1e ronde     | 1e ronde     | 2e ronde     | 2e ronde     | 2e ronde     | kwartfinale  | kwartfinale  | halve finale | finale       |
| vrouwendubbelspel | 1e ronde     | 1e ronde     | 1e ronde     | 2e ronde     | 2e ronde     | halve finale | halve finale | finale       |              |
| mannenenkelspel   | 1e ronde     | 1e ronde     | 1e ronde     | 2e ronde     | 2e ronde     | kwartfinale  | kwartfinale  | halve finale | finale       |
| mannendubbelspel  | 1e ronde     | 1e ronde     | 1e ronde     | 1e ronde     | 2e ronde     | 2e ronde     | halve finale | halve finale | finale       |

ATP-toernooi van Moskou – WTA-toernooi van Moskou

1996 · 1997 · 1998 · 1999 · 2000 · 2001 · 2002 · 2003 · 2004 · 2005 · 2006 · 2007 · 2008 · 2009 · 2010 · 2011 · 2012 · 2013 · 2014 · 2015 · 2016 · 2017 · 2018 · 2019 · 2020 · 2021